# Experiments in Art and Technology
Experiments in Art and Technology (E.A.T.) était un organisme à but non lucratif et exonéré d'impôts, créé dans le but de développer des collaborations entre artistes et ingénieurs. Le groupe a fonctionné en facilitant les contacts interpersonnels entre artistes et ingénieurs, plutôt que de définir un processus formel de coopération.
Experiments in Art and Technology a initié et réalisé des projets qui ont élargi le rôle de l'artiste dans la société contemporaine et ont permis d'explorer la séparation entre l'individu et le changement technologique.

## Histoire
Experiments in Art and Technology a été officiellement lancé en 1967 par les ingénieurs Billy Klüver et Fred Waldhauer (en) et les artistes Robert Rauschenberg et Robert Whitman. Ces personnalités avaient déjà collaboré en 1966 lorsqu'ils avaient organisé ensemble 9 Evenings: Theatre and Engineering (en), une série de présentations sur la performance qui réunissait artistes et ingénieurs. Dix artistes new-yorkais ont collaboré avec trente ingénieurs et scientifiques des laboratoires Bell Telephone de renommée mondiale, pour créer des performances novatrices intégrant les nouvelles technologies. Les artistes impliqués dans 9 Evenings: Theatre and Engineering (en) comprennent John Cage, Lucinda Childs, Öyvind Fahlström, Alex Hay, Deborah Hay, Steve Paxton, Yvonne Rainer, Robert Rauschenberg, David Tudor et Robert Whitman. Les principaux ingénieurs impliqués sont Bela Julesz, Billy Klüver, Max Mathews, John Pierce, Manfred Schroeder (en), Fred Waldhauer (en) et Aleksandra Kasuba.